# Histoire du transport ferroviaire au Japon
Cet article fait partie de l’histoire du transport ferroviaire par séries de pays.
L’histoire du transport ferroviaire au Japon a commencé à la fin de l'Époque Edo. Il y a eu quatre étapes principales: 
1. Étape 1, de 1872, avec la première ligne de Tokyo à Yokohama, jusqu'à la fin de la guerre Russo-Japonaise;
2. Étape 2, de la nationalisation en 1906-1907 à la fin de la Seconde Guerre Mondiale;
3. Étape 3, de la création des chemins de fer nationaux japonais (JNR) à l'après-guerre, jusqu'en 1987;
4. Étape 4, de la privatisation à aujourd’hui, avec la JNR séparée entre six nouveaux opérateurs ferroviaires pour les passagers et un pour le fret.

## Étape 1: Premier développement, 1872–1906

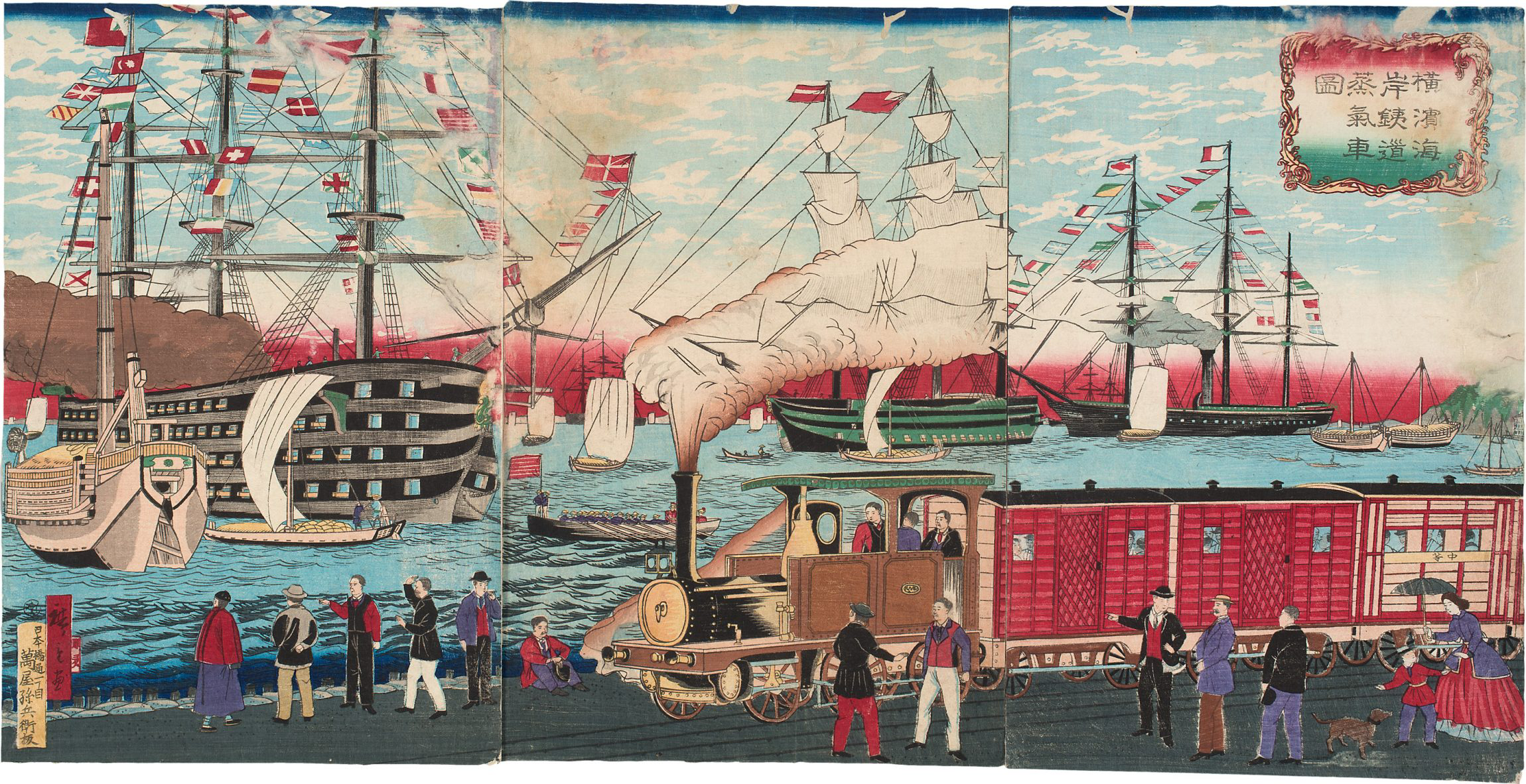
À Yokohama, 1874

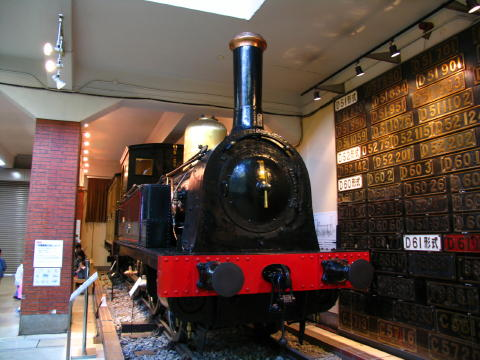
La n°1, une des premières locomotives du type 150, a été fabriquée au Royaume-Uni

Le développement du réseau ferroviaire japonais a commencé peu après que le pays a ouvert ses frontières aux relations internationales officielles après un isolement imposé par le shogunat d'environ 250 ans, et a été initié (avec de nombreux autres changements de la société japonaise de l'époque) afin que le Japon puisse se moderniser rapidement. 
Bien que le transport ferroviaire fût déjà connu des japonais par les contacts limités avec les étrangers occidentaux comme avec les commerçants hollandais à Dejima (Nagasaki), l'impact du modélisme ferroviaire apporté par des étrangers tels que Ievfimy Poutiatine et Matthew Perry fut énorme, de même que la présentation par les Britanniques d'une locomotive à vapeur à Nagasaki. Le Domaine de Saga, un domaine féodal japonais (han), a alors créé un modèle fonctionnel prévoyant de construire une ligne. Des organismes tels que le domaine de Satsuma et le shogunat Tokugawa ont examiné le projet d'une voie ferrée entre Edo et Kyoto via un tracé intérieur, mais la ligne n'a pas été construite avant la restauration de Meiji. 

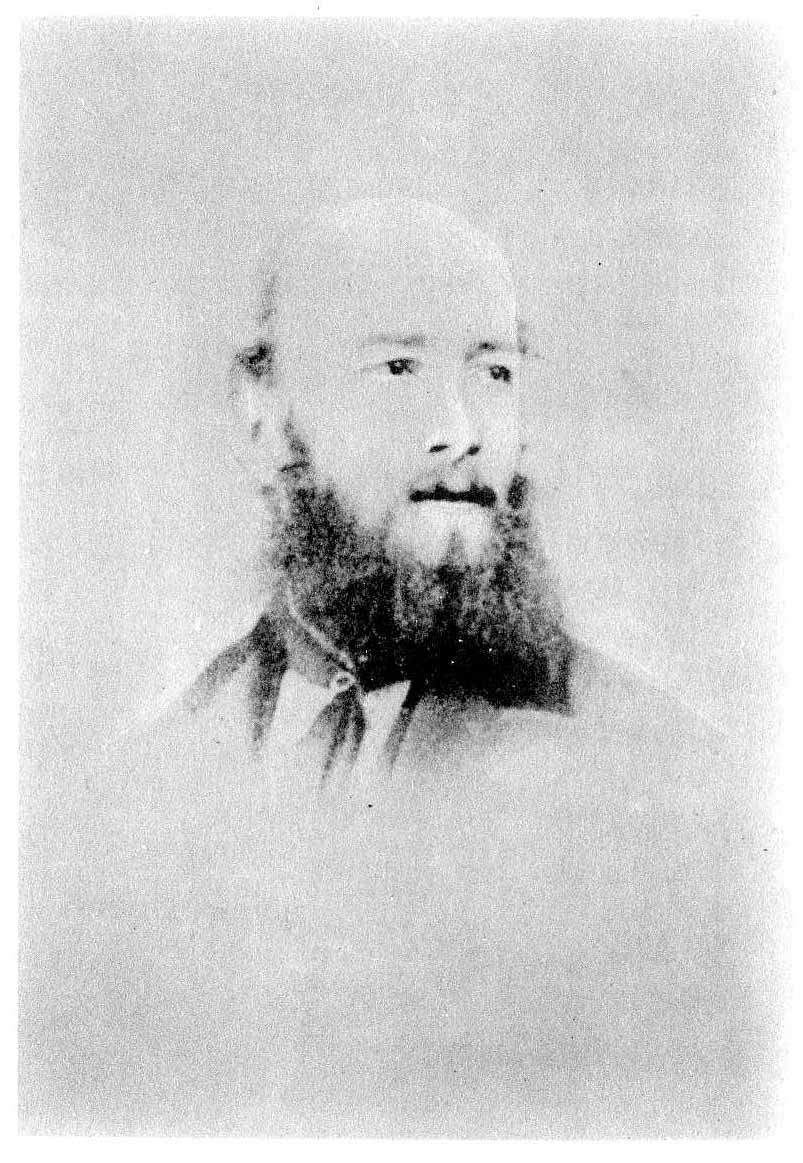
Le Britannique Edmund Morel a été le premier ingénieur en chef du chemin de fer gouvernemental et est considéré comme le père des chemins de fer japonais

Tandis que l'empereur du Japon, basé à Kyoto, était le souverain officiel du pays, le Japon, depuis environ 1600, était en réalité dirigé par le shogunat Tokugawa, basé à Edo. En 1866, le shogunat proposa un chemin de fer reliant Edo à Kyoto via un tracé à l'intérieur des terres. En 1868, la restauration de Meiji vit l'empereur revenir en tant que dirigeant effectif du pays, transférant sa résidence permanente à Edo, devenue Tokyo ("capitale de l'Est"). Juste avant la chute du shogunat, le régime Tokugawa avait octroyé une subvention au diplomate américain Anton LC Portman pour la construction d'une ligne allant de Yokohama à Edo (qui sera alors bientôt rebaptisée Tokyo), mais cette subvention n'a pas été reconduite par le nouveau régime. 
En 1868, Thomas Blake Glover, un marchand écossais, fut chargé d'importer au Japon la première locomotive à vapeur, "Iron Duke", qu'il exposa sur une piste de 8 miles dans le district de Ōura à Nagasaki. Toutefois, après environ 250 ans de culture de «méfiance à l'égard des étrangers», confier la construction du «premier» chemin de fer reliant l'ancienne et la nouvelle capitale du Japon à des non-japonais était considérée comme politiquement inacceptable par le nouveau régime japonais. Le gouvernement japonais a donc décidé de construire un chemin de fer reliant le port majeur de Yokohama à Tokyo avec des financements britanniques et 300 conseillers techniques britanniques et européens: ingénieurs civils, directeurs généraux, constructeurs de locomotives et conducteurs. Pour entreprendre sa construction, des experts étrangers ont été engagés, avec l'intention de former des collaborateurs japonais. Ceci afin que le Japon devienne autonome en matière de construction ferroviaire et ne soit plus dépendant des entrepreneurs étrangers qui devaient ensuite quitter le pays. Le 14 octobre 1872, la première voie ferrée entre Shimbashi (futur Shiodome) et Yokohama (actuelle Sakuragichō) est officiellement inaugurée par l'empereur Meiji, même si les trains ont commencé à circuler dès le 12 juin entre Shinagawa et Yokohama. Un aller simple prenait alors 53 minutes, contre 40 minutes pour un train électrique moderne. Le service a commencé avec neuf allers-retours quotidiens. 
L'ingénieur britannique Edmund Morel (1841-1871) a supervisé la construction de ce premier chemin de fer à Honshu au cours de la dernière année de sa vie ; l'ingénieur américain Joseph U. Crowford (1842-1942) a supervisé la construction d'un chemin de fer pour des mines de charbon à Hokkaidō en 1880 ;  l'ingénieur Herrmann Rumschottel (1844-1918) supervisa la construction d'un chemin de fer à Kyūshū à partir de 1887. Tous les trois formèrent des ingénieurs japonais capables d'entreprendre des projets de chemin de fer. Deux des hommes formés par Crowford devinrent par la suite présidents des chemins de fer nationaux japonais. Un buste en bronze de Morel à Yokohama, une statue en bronze de Crowford au musée commémoratif des chemins de fer de Temiya et un buste de Rumschottel à Hakata commémorent leurs contributions aux chemins de fer japonais. 
La raison précise pour laquelle un écartement des rails de 1 067 mm, soit 3 ft 6 po (également connu sous le nom "Voie sud-africaine"), a été choisi reste incertaine. Cela pourrait être parce que 3 ft 6 po (1 067 mm) était supposée être moins chère à construire que l'"écartement Stephenson" de 4 ft 8 po (1 435 mm) classique et bien plus utilisé de par le monde, ou parce que le premier agent britannique, dont le contrat a été annulé par la suite, avait commandé des traverses en fer pour l'écartement plus étroit. Il semble toutefois fort probable que l'expérience antérieure de Morel dans la construction de chemins de fer à "voie sud-africaine" sur un terrain similaire en Nouvelle-Zélande ait eu une influence notable dans ce choix et la "Voie sud-africaine" est alors devenue la norme de facto. 

### Expansion du réseau
La ligne suivante à être construite partait d'un autre port, Kobe, vers la ville principale commerciale d'Osaka (ouverture en 1874), puis vers Kyoto (1877) et Ōtsu (1880), à l'extrémité sud du lac Biwa. Une autre ligne a été construite de Tsuruga, sur la mer du Japon, à Ōgaki (relié par un canal à Nagoya) en passant par Nagahama, à l'extrémité nord du lac Biwa. Elle a été ouverte en 1884 et a utilisé le transbordement sur des navires pour relier la mer du Japon à Osaka, Kyoto et Nagoya. 
Relier Tokyo à Nagoya et à Kyoto est devenu la priorité suivante. Initialement, l'itinéraire proposé était à l'intérieur des terres, du nord de Tokyo à Takasaki, puis vers l'ouest par le col d'Usui jusqu'à Karuizawa et la vallée de la rivière Kiso. À ce moment-là, la Nippon Railway Co. (NRC) fut la première à obtenir une concession pour l'exploitation de ce qui devint la ligne principale Tōhoku de Ueno à Aomori, avec une ligne secondaire d'Ōmiya à Takasaki (ligne Takasaki). Les travaux de construction des deux lignes ont été entrepris par le gouvernement aux frais de l'entreprise, le gouvernement détenant les droits de propriété sur le tronçon Takasaki-Ueno. La ligne vers Takasaki a été ouverte en 1884, de même que la ligne Tōhoku jusqu'à Utsunomiya. 
La NRC a également financé une nouvelle ligne reliant la ligne de Yokohama, construite entre Akabane et Shinagawa en passant par Shinjuku (le CNRC a obtenu les droits d’utilisation de la voie à la station gouvernementale de Shinagawa). Ce fut la première section de ce qui est devenu la ligne Yamanote et a été ouverte en 1885. 
La ligne financée par le gouvernement, de Takasaki a atteint Yokokawa à la base du col d'Usui en 1885. Les premières études indiquaient une pente maximale de 10% (améliorée ultérieurement à 6,67%) et de nombreux tunnels étaient nécessaires pour atteindre Karuizawa. 
La construction a également commencé sur une autre ligne à partir de la mer du Japon, à Naoetsu, rendant l'accès possible à Karuizawa via Nagano en 1888. 
Lorsque les coûts élevés de construction à travers l'intérieur montagneux du Japon devinrent évidents, la construction de ce qui allait devenir la ligne Tōkaidō fut approuvée en 1886, parallèlement à la côte sud (et à la route du Tōkaidō) jusqu'à Nagoya. Bien que d'environ 238 kilomètres plus long, il devait coûter 13% de moins, et cette économie a alors été allouée à la construction d’une ligne reliant Ōtsu le long de la rive est du lac Biwa à Nagahama afin de supprimer le besoin de section de la ligne Tōkaidō via Gotemba. Jusqu'à l'ouverture de la ligne Shinkansen Tōkaidō en 1964, il s'agissait de la ligne principale la plus importante au Japon. 
Dans le même temps, la ligne Tōhoku avait atteint Sendai en 1887 et Aomori en 1891. 

### Consolidation du réseau
En 1888, la San'yō Railway Co. (SRC) obtint une charte pour la construction de la ligne principale San'yō reliant Kobe-ouest à Shimonoseki, un port assurant la liaison avec le port de Moji sur Kyūshū, à partir duquel la Kyushu Railway Co (KRC) construit sa ligne vers Hakata et Kumamoto entre 1889 et 1891, étendue à Yatsushiro en 1896. La ligne SRC a atteint Hiroshima en 1894 et Shimonoseki en 1901. 
D'autres initiatives privées concernaient le chemin de fer de Mito, qui a ouvert la première section de la ligne Jōban en 1889 et a été acquis par le CNRC en 1892 qui l'a étendu à Sendai par une voie côtière à l'est en 1905 et la ligne Bantan, qui a construit une ligne de 52 km au nord de Himeji entre 1894 et 1901 et fut acquis par la SRC en 1903. 
Le succès de la Nippon Railway Co et d’autres sociétés privées a conduit à une situation japonaise semblable à celle du Railway Mania au Royaume Uni. Du milieu des années 1880 à 1891, les nouvelles compagnies de chemin de fer eurent peu de difficultés à attirer des fonds, généralement par le biais d’émissions d’actions. Cependant, en 1891, l'échec d'une entreprise proposant de construire une ligne de Gotenba à Matsumoto mit fin à la "manie" et le gouvernement réalisa qu'une approche plus planifiée de l'extension du réseau souhaitée était requise. 

### Politique en évolution
En 1887, l'armée japonaise proposa de construire ses propres lignes afin de donner la priorité aux routes d'importance militaire. Le Département des chemins de fer a détourné cette proposition en commençant à élaborer une politique pour un réseau national complet. Le gouvernement japonais s'intéresse alors de plus en plus à une formulation d'une politique précise après l'achèvement de la ligne principale Tōkaidō en 1889, la création de la Diète nationale en 1890 et la panique financière de 1891. 
En 1891 débute la construction du tronçon du col d'Usui, section d'environ 11 km vers Karuizawa nécessitant 26 tunnels, 18 viaducs et utilisant le système de chemin de fer à crémaillère à système Abt pour faire face à la pente de 6,67%. La ligne a ouvert en 1893, reliant Naoetsu et Nagano à Tokyo. 
En 1892, la loi sur la construction des chemins de fer (RCA) énuméra une série d'itinéraires prioritaires sur Honshu, Kyūshū et Shikoku (la loi de 1896 a couvert Hokkaidō séparément), avec la politique spécifique d'encouragement de la construction privée de ces itinéraires, le gouvernement japonais finançant les voies ne pouvant pas être construites de manière privée. À cette date, le réseau privé représentait environ 2 124 km de voie, contre environ 887 km appartenant au gouvernement. Bien que ce chiffre semble indiquer la possibilité d'un financement privé supplémentaire pour la construction de chemins de fer (malgré les itinéraires déjà ciblés par des entreprises privées), les événements ultérieurs ont démontré le contraire. 
Une approche en deux phases a été adoptée dans la RCA, avec 40 liaisons totalisant environ 3 000 km inclus dans le programme "phase un" sur 12 ans, et avec la "phase deux" sur environ 4 000 km de lignes proposées, les priorités étant définies en fonction du développement économique et/ou de l’importance stratégique militaire. 
Un résultat spécifique de la RCA était la desserte de chaque préfecture par une voie ferrée. Les principaux itinéraires proposés par la loi pour la construction par le gouvernement comprennent : 
- La ligne principale Chūō, une liaison à l'intérieur des terres de Tokyo à Nagoya privilégiée par l’armée (détaillée ci-dessous);
- La ligne principale Ōu, également détaillée ci-dessous;
- Le prolongement de la ligne reliant Tsuruga à Kanazawa et Toyama (ligne principale Hokuriku), ouverte de 1896 à 1899;
- Une liaison entre la ligne Chūō à Shiojiri vers Matsuyama et Nagano (ligne Shinonoi), ouverte entre 1900 et 1902;
- La première ligne intérieure de Kagoshima à Yatsushiro (maintenant la ligne principale Nippō et la ligne Hisatsu), ouverte de 1901 à 1909.

La ligne Chūō, dont le tracé se rapprochait de la ligne intérieure proposée initialement entre Tokyo et Nagoya, a été privilégiée par les militaires car son tracé intérieur la protégeait des risques de potentiels bombardements par des navires ennemis. La ligne construite par entreprise privée entre Shinjuku et Hachioji, centre industriel de la soie, qui avait ouvert ses portes en 1889 est alors devenue la base de la nouvelle ligne gouvernementale. 
Le tracé nouvellement déterminée était via Kōfu (à travers les 4 657 m du tunnel de Sasago, le plus long du Japon jusqu’à l’ouverture du tunnel de Shimizu en 1931), Shiojiri puis la vallée du fleuve Kiso jusqu’à Nagoya. La construction a été entreprise à partir des deux extrémités, les sections étant ouvertes de manière séquentielle à partir de 1900 jusqu'à la connexion des lignes en 1911. 
La ligne Ōu reliant Fukushima à Yamagata, Akita et Aomori, desservant les préfectures côtières les plus pauvres de la mer du Japon du nord, était considérée comme une priorité pour le développement national qui était commercialement peu attrayant. Le gouvernement commença la construction de la ligne depuis Aomori vers Hirosaki en 1894 et depuis l’extrémité sud de Fukushima en 1899 pour un raccordement des sections en 1905. 
Fait révélateur, la plupart des principaux tracés proposées dans la loi pour la construction privée n'ont pas été financées de la sorte et ont finalement été construites par le gouvernement, avec notamment : 
- Ōita - Miyazaki, ouverte de 1911 à 1923 dans le cadre de la ligne principale Nippō;
- Takamatsu - Kōchi - Yawatahama (un tronçon de 44 km a été construit à titre privé en 1889-1897, et le tracé restant d'environ 300 km a été ouvert de 1914 à 1951 et fait partie intégrantes des lignes Yosan, Dosan et Yodo);
- Okayama - Yonago, ouverte de 1919 à 1928 sous le nom de ligne Hakubi ;
- Shinjō - Sakata, ouvert de 1913 à 1914 en tant que ligne Rikuu Ouest ;
- Morioka - Omagari, partiellement inaugurée comme chemin de fer léger en 1921, a été modernisée et achevée en 1966 sous le nom de ligne Tazawako et fait maintenant partie de la ligne Shinkansen Akita.

Parmi les quelques lignes financées par des fonds privés figurent Tsubata - Nanao, inaugurée en 1898 sous le nom de ligne Nanao, et la ligne Kabe partant de Hiroshima, inaugurée en 1909-1911 en tant que chemin de fer à voie étroite 2 ft 6 po (762 mm), et dont la destination finale, Hamada sur la mer du Japon, n'a jamais été atteinte. 
En revanche, il était proposé que le port naval majeur de Kure soit desservi par une ligne gouvernementale depuis Hiroshima, ligne ouverte en tant que ligne privée en 1903 et nationalisée en 1906. 
Le développement et en particulier le financement du réseau ferroviaire ont donné lieu à un débat permanent sur le bien-fondé de la propriété des chemins de fer privés par rapport aux chemins de fer publics avec l'exemple de la ligne Horonai à Hokkaidō, construite en 1880, privatisée en 1889 et re-nationalisée en 1906. 
Les travaux de construction se sont poursuivis dans le pays sur des liaisons déjà garanties par des entreprises privées, notamment sur une ligne directe Osaka-Nagoya ouverte en 1898 par la Kansai Railway Co. 
L'élaboration de la politique ferroviaire avait rapidement évolué à mesure que les connaissances progressaient, que les avantages de la voie ferrée devenaient évidents, et que le gouvernement japonais réalisait qu'il ne pouvait pas se permettre de financer toutes les constructions souhaitées. Cependant, alors même que cela facilitait le développement des chemins de fer privés, certains représentants du gouvernement ont plaidé pour que tous les chemins de fer appartiennent à l’État. 
Étant donné que le gouvernement japonais ne pouvait pas financer toutes les constructions sur l'île principale de Honshu, sans parler du reste du Japon, il n'est pas surprenant que la construction des premières lignes sur Hokkaidō, Shikoku et Kyūshū ait été entreprise respectivement par des gouvernements préfectoraux et des sociétés privées. La ligne de Hokkaidō par exemple, a été vendue à un opérateur privé en 1889, bien que le gouvernement ait construit la ligne de Hakodate à Otaru en 1903-1904, qui connectait la ligne privée à Sapporo. 
En 1905, environ 80% du réseau ferroviaire japonais appartenait à des intérêts privés et comprenait des opérations conjointes, telles qu'un train de nuit reliant Tokyo à Shimonoseki, passant d'une gestion de la JGR à une gestion de la SRC à Kobe. 
Des politiciens comme Inoue Masaru ont déclaré que toutes les lignes de chemin de fer devraient être nationalisées. Cependant, après la rébellion de Satsuma, le gouvernement était en butte à des difficultés financières, ce qui ralentissait considérablement l'expansion du réseau. Les politiciens ont ensuite voulu permettre aux entreprises privées de construire des chemins de fer. En conséquence, Nippon Railway a été créée en tant qu'entité privée, ce qui a fortement affecté les projets du gouvernement. Il développa les chemins de fer assez rapidement, complétant la ligne principale entre Ueno et Aomori (actuelle ligne principale Tōhoku ) en 1891. Avec le succès de Nippon Railway, d'autres entreprises privées ont également été fondées. San'yō Railway, Kyūshū Railway, Hokkaidō Railway et Kansai Railway et Nippon Railway étaient à l'époque les "cinq principaux chemins de fer privés". Au même moment, la compagnie nationale de chemin de fer ouvrit de nouvelles lignes, y compris l'actuelle ligne principale Tōkaidō en 1889, mais la plupart de ses lignes étaient des filiales de grandes lignes privées. En 1892, la Diète impériale promulgua la loi sur la construction des chemins de fer, qui répertoriait 33 voies de chemin de fer devant être construites par le gouvernement ou par des entités privées. 
Les chemins de fer ont été introduits pour assurer le transport interurbain et intra-urbain. La première ligne de tramway hippomobile au Japon a été construite à Tokyo en 1882. Le premier tram était le train Kyoto Electric Railway (京都電気鉄道, Kyōto Denki Tetsudō), ouvert en 1895. 
Certains exploitants ont commencé à utiliser des rames automotrices plutôt que des locomotives pour le transport interurbain. Nombre de ces sociétés ferroviaires, inspirées des Interurbans américains, sont à l'origine des opérateurs ferroviaires privés actuels. 

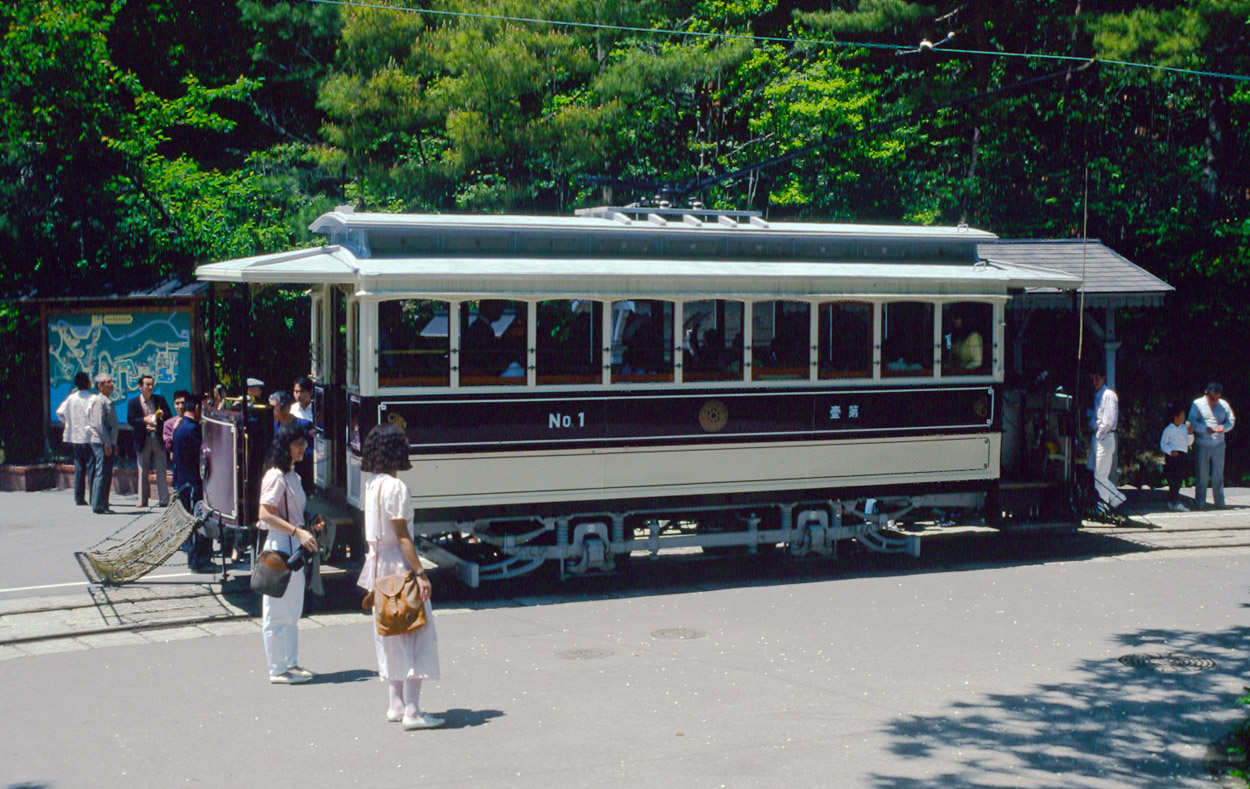
Un tramway de l'ancien Kyoto Electric Railway, qui fait maintenant partie du musée à ciel ouvert Meiji-mura.

- 1872 - Ouverture du premier chemin de fer japonais entre Shimbashi (Tokyo) et Yokohama
- 1881 - Fondation de Nippon Railway, première compagnie de chemin de fer privée
- 1882 - Ouverture du chemin de fer Horonai, premier chemin de fer à Hokkaidō
- 1888 - Ouverture du chemin de fer Iyo, le premier chemin de fer à Shikoku
- 1889 - Ouverture du chemin de fer Kyūshū, le premier chemin de fer à Kyūshū
- 1889 - Achèvement de la ligne principale Tōkaidō
- 1892 - Promulgation de la loi sur la construction des chemins de fer
- 1893 - Locomotive à vapeur de classe 860, première locomotive construite au Japon
- 1895 - Ouverture du premier tramway japonais à Kyoto

## Deuxième étape, 1906-1945

### Nationalisation de 1906
Les militaires ont exprimé leur inquiétude devant les retards dans les mouvements de troupes qui ont eu lieu lors de la guerre russo-japonaise de 1904–1905 et ont attribué ces retards à la combinaison peu efficace de chemins de fer privés et publics. Que ce soit raisonnable ou non, cette analyse a fait pencher la balance en faveur de la nationalisation des grandes compagnies de chemin de fer et, en 1906, le gouvernement a proposé la nationalisation de 42 compagnies de chemin de fer, bien que seules 17 entreprises aient finalement été impliquées, y compris les « Big 5 » (Nippon, San'yō, Kyūshū et Kansai Railway et la Hokkaido Coal & Railway Co), et couvrant pratiquement tous les principaux itinéraires interurbains / régionaux. 
Les principaux actionnaires des compagnies de chemin de fer nationalisées se sont félicités de cette décision, pour des raisons différentes. Dans le cas des « Big 5 », les dividendes versés avaient prédominé sur les dépenses d'investissement consacrées à la maintenance et aux améliorations, et ce type de dépenses reportées constituaient un passif imminent si la nationalisation n'avait pas eu lieu. Dans le cas de petites entreprises qui n’avaient pas été aussi rentables que les « Big 5 », le marché des obligations d’État (qui servaient à payer pour la nationalisation) était généralement meilleur que celui des actions des chemins de fer plus petits, tout en fournissant au moins le même, sinon un meilleur taux de rendement. 
La législation adoptée par la Diète le 16 mars autorisant la nationalisation prévoyait également le maintien des chemins de fer privés (et la création de nouvelles entreprises) assurant des transports ferroviaires locaux (c'est-à-dire autres que les lignes principales). Toutefois, comme la plupart de ces lignes auraient été des embranchements moins (ou non) rentables, la loi de 1910 sur les chemins de fer légers était nécessaire pour autoriser la construction de lignes à moindre coût, y compris des lignes à écartement 2 ft 6 po (762 mm), afin de permettre aux communautés les plus éloignées l'accès au chemin de fer. 
Certaines des lignes résultantes initialement construites avec un écartement de 762 mm ont ensuite été réajustées à un écartement de 1 067 mm pour des raisons économiques.
La reprise a commencé en octobre 1906 et s'est achevée en octobre 1907. La distance totale d'exploitation des chemins de fer publics avant la reprise était de 2 459 km, et la distance totale d'exploitation des lignes acquises et nationalisées était de 4 806 km.

### Développement d'avant-guerre

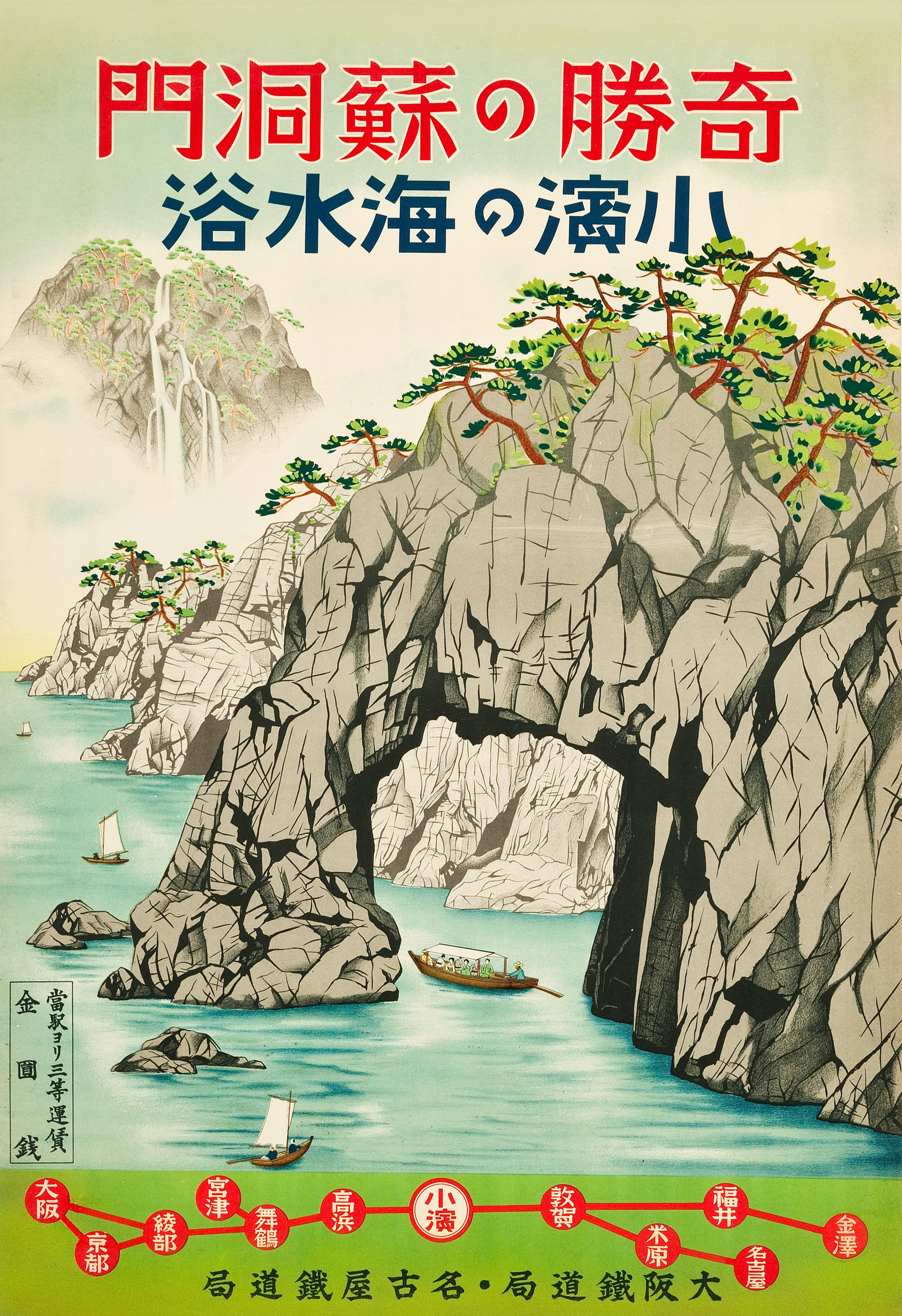
Publicité pour inviter au voyage, par l'agence du rail d'Osaka et de Nagoya dans les années 1930. Il s'agit d'aller à Obama.

Les locomotives des premiers chemins de fer étaient généralement construites dans le pays (occidental) de l'ingénieur concepteur. Ainsi, les premiers chemins de fer sur Honshu utilisaient des locomotives construites au Royaume-Uni. Des locomotives des États-Unis sont arrivées à Hokkaidō en 1888 et d’Allemagne à Kyūshū en 1889. Les premières locomotives britanniques étaient souvent des locomotives-tenders, tandis que les locomotives américaines les plus anciennes étaient des locomotives 2-6-0 (Mogul) et 4-4-0 (American) avec tender. Les fabricants allemands ont produit un certain nombre de locomotives à citerne plus petite, dont certaines pour des voies étroites de 762 mm (2 ft 6 po). Le petit-fils de Richard Trevithick, Francis Henry Trevithick, devint surintendant des locomotives pour JNR à la fin du XIXe siècle et commanda des locomotives au Royaume-Uni, dont de nombreux modèles 4-4-0. Son frère Richard Francis Trevithick conçut la première locomotive fabriquée au Japon en 1893. Les constructeurs japonais étaient initialement très dépendants des pièces de locomotives importées. JNR a cessé d'importer des locomotives en 1912. Par la suite, à l'exception de quelques locomotives expérimentales fabriquées par Orenstein & Koppel ou de l'American Locomotive Company, les locomotives de production étaient des conceptions JNR construites par des constructeurs japonais. 

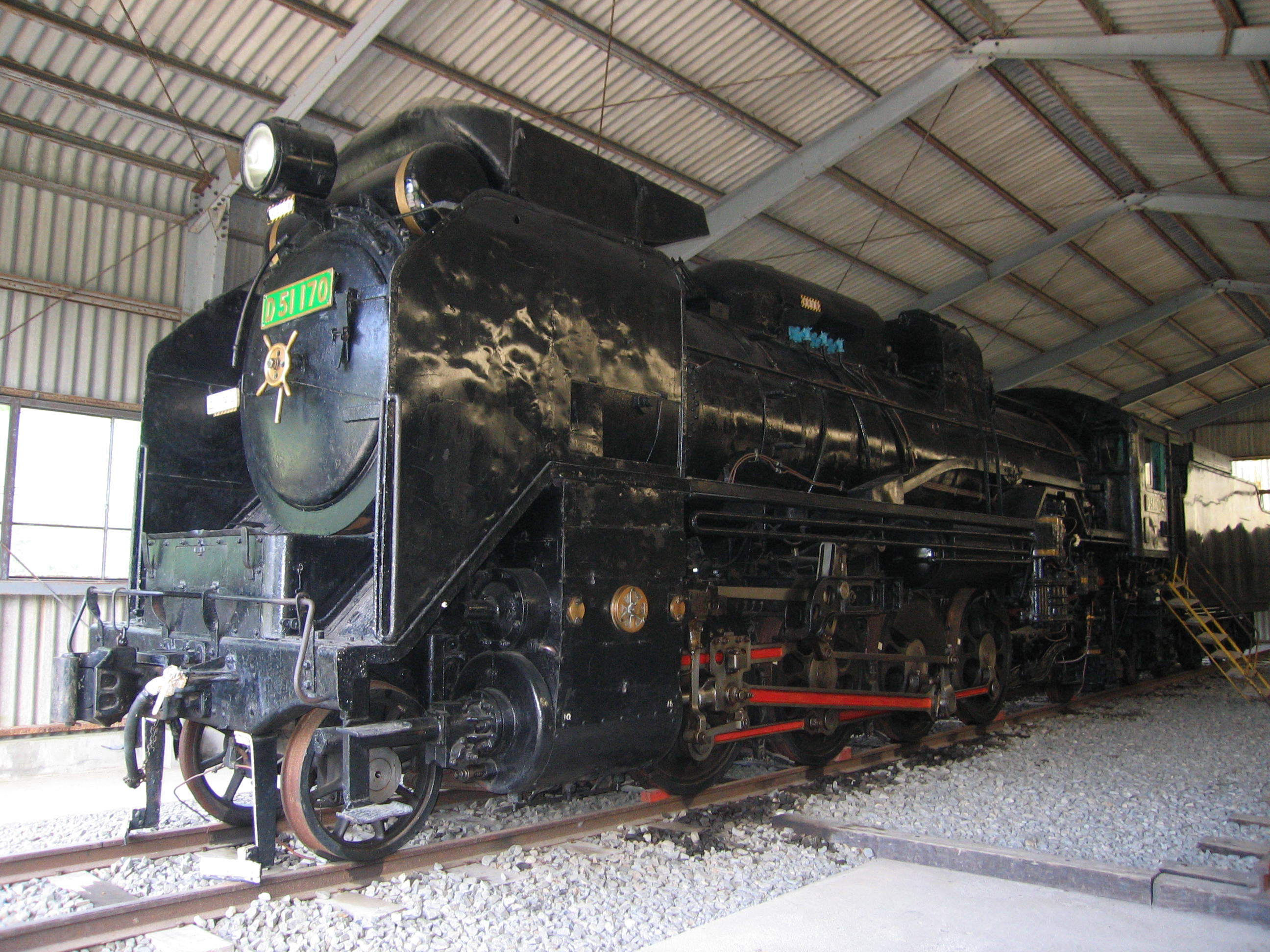
La D51, qui a fait ses débuts en 1936, est la locomotive à vapeur la plus produite en série au Japon avec 1115 unités.

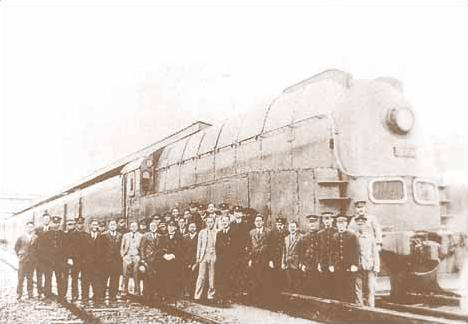
Chemin de fer de la Mandchourie du Sud

Les compagnies de chemin de fer privées ont été les principaux acteurs du développement initial du chemin de fer au Japon. Cependant, après la première guerre sino-japonaise et la guerre russo-japonaise, le gouvernement envisageait, à des fins stratégiques, de contrôler directement un réseau ferroviaire unifié. En 1906, la loi sur la nationalisation des chemins de fer fut promulguée, loi qui nationalisait nombre des lignes de chemin de fer principales. À partir de ce moment, le chemin de fer nationalisé devint le principal réseau ferré japonais. 
Cependant, après avoir utilisé son argent pour la nationalisation, le gouvernement n'avait pas assez de fonds pour étendre le réseau à l'arrière-pays. Ainsi a été adoptée la loi sur les chemins de fer légers, encourageant les plus petits opérateurs privés à construire des chemins de fer légers (軽便鉄道, keiben tetsudō). 
Les grands exploitants de chemins de fer privés ont développé leurs activités sur le modèle des transports interurbains. Hanshin Express Electric Railway (l’actuelle Hankyu Corporation) a par exemple construit son propre grand magasin relié à son terminus; le modèle de gestion est toujours utilisé. Contrairement aux opérateurs interurbains aux États-Unis, qui avaient subi la forte concurrence de l'automobile dès les années 1910, leurs homologues japonais n’ont connu ce phénomène qu'à partir des années 1960, ce qui leur permit un développement stable et leur survie. 
Le premier métro dans l'Est (l'actuelle ligne Ginza du métro de Tokyo) a ouvert ses portes en 1927. Le premier trolleybus est apparu en 1928. 
À l'époque, alors sur les territoires de l'Empire japonais, les chemins de fer en Corée, à Taïwan et à Sakhaline furent construits par les Japonais. Au Mandchoukouo, une nation du nord-est de la Chine quasiment contrôlée par les Japonais, la Société des chemins de fer de Mandchourie du Sud exploitait son réseau de chemin de fer. 
L'une des importantes réalisations technique ferroviaire à cette époque est la conversion des attelages à articulation et à broches des locomotives et des wagons en attelages automatiques en juillet 1925 à Honshū et à Kyūshū, après des travaux de préparation considérables. Le 1er avril 1930, le ministère des Chemins de fer adopte le système métrique, remplaçant les unités impériales, pour le mesurage des voies ferrées. 
- 1895 - Acquisition d'un chemin de fer à Taïwan
- 1899 - Ouverture de la ligne Keijin, premier chemin de fer en Corée
- 1906 - Ouverture de la première ligne de chemin de fer à Karafuto
- 1906 - Fondation de la Société des chemins de fer de Mandchourie du Sud
- 1906–1907 - Nationalisation de 17 compagnies de chemins de fer privées
- 1910 - Loi sur les chemins de fer légers
- 1914 - Ouverture de la gare de Tokyo
- 1925 - Introduction des coupleurs automatiques au réseau national
- 1925 - Inauguration de la ligne circulaire Yamanote
- 1927 - Ouverture de la première ligne du métro Tokyo, le premier métro dans l'Est
- 1930 - Adoption du système métrique

### Situation en temps de guerre

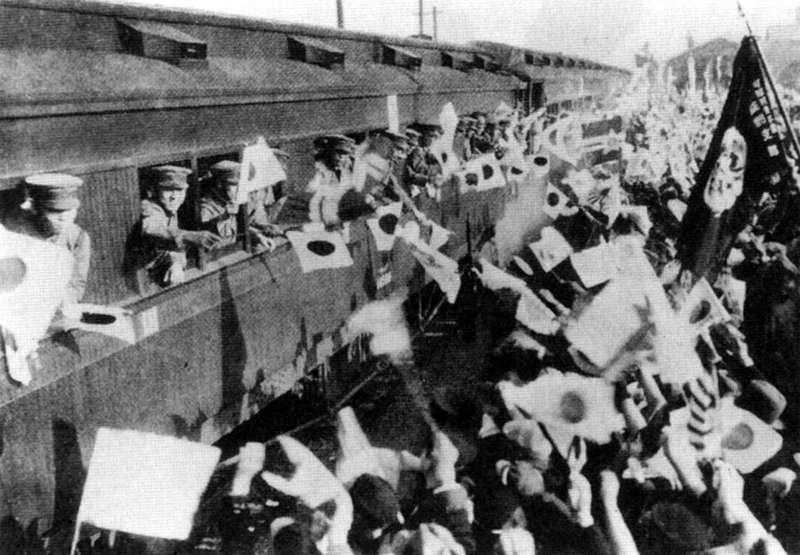
Soldats quittant leurs maisons en train

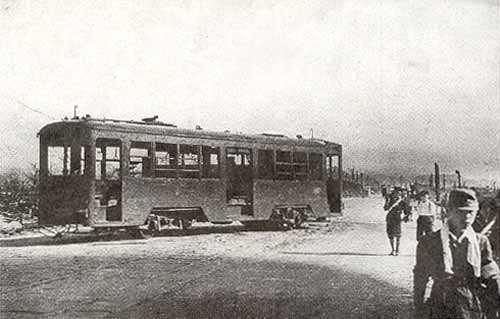
Le tramway n°651 de Hiroshima détruit par la bombe atomique. Cette voiture a été réparée et utilisée après la guerre.

Après le début de la deuxième guerre sino-japonaise et de la Guerre du Pacifique (Seconde Guerre mondiale), les chemins de fer passèrent sous contrôle militaire. En 1938, le gouvernement décida d'unifier les chemins de fer privés en blocs régionaux, créant de grandes entreprises telles que le Tokyo Kyuko Electric Railway (appelé Great Tōkyū en comparaison avec l'entreprise d'après-guerre Tōkyū) et le Kinki Nippon Railway. 
Durant cette période, une seconde vague de nationalisation eut lieu. Vingt-deux compagnies de chemin de fer ont été acquises de force par le gouvernement en 1943 et 1944. Contrairement à la première vague de 1906-1907, qui intégrait les lignes principales au contrôle du gouvernement, cette vague visait principalement les chemins de fer à valeur industrielle. Les lignes acquises comprennent la ligne Tsurumi, la ligne Hanwa et la ligne Iida. 
Le 11 octobre 1942, le ministère des Chemins de fer adopte le système horaire sur 24 heures suivant son utilisation dans l'armée. 
À partir de 1943, la compagnie ferroviaire nationale réduisit son service de passagers civils en privilégiant les transports militaires. En 1944, elle supprima tous les trains express limités, les voitures de première classe, les voitures restaurants et les voitures-lits. En vertu de l'Ordonnance sur la collecte de métaux (金属類回収令, Kinzokurui Kaishū Rei, Ordonnance Impériale no 835 de 1941), certains exploitants ferroviaires ont été contraints de retirer une voie de leurs tronçons à double voie, voir pour d’autres de cesser leurs activités afin de satisfaire la demande militaire en acier. 
Le 29 janvier 1940, un incendie dans un train à la gare d'Ajikawaguchi sur la ligne Nishinari fit 189 morts. Il s’agit de l’accident ferroviaire le plus meurtrier au Japon si l’on exclut l’explosion du train militaire des chemins de fer préfectoraux d’Okinawa le 11 décembre 1944, avec un bilan d'environ 220 décès. 
La guerre, et en particulier les bombardements stratégiques des États-Unis, a fortement endommagé les chemins de fer japonais, la région la plus durement touchée étant Okinawa, qui avait alors perdu son réseau ferroviaire jusqu’à l’ouverture du monorail Okinawa Toshi en 2003. Mais dans la plupart des cas, les chemins de fer ont repris leurs activités assez rapidement. Certaines lignes du chemin de fer national ont repris après le jour des bombardements de Tokyo. La ligne principale San'yō a repris deux jours après le bombardement atomique d'Hiroshima, tandis que le tramway d'Hiroshima a repris trois jours plus tard. 
- 1942 - Adoption du système horaire de 24 heures
- 1942 - Ouverture du tunnel de Kanmon reliant Honshū et Kyūshū
- 1945 - Fin de la seconde guerre mondiale ; les chemins de fer ont été gravement endommagés

## Étape 3, 1945-1987: relèvement et développement d'après-guerre

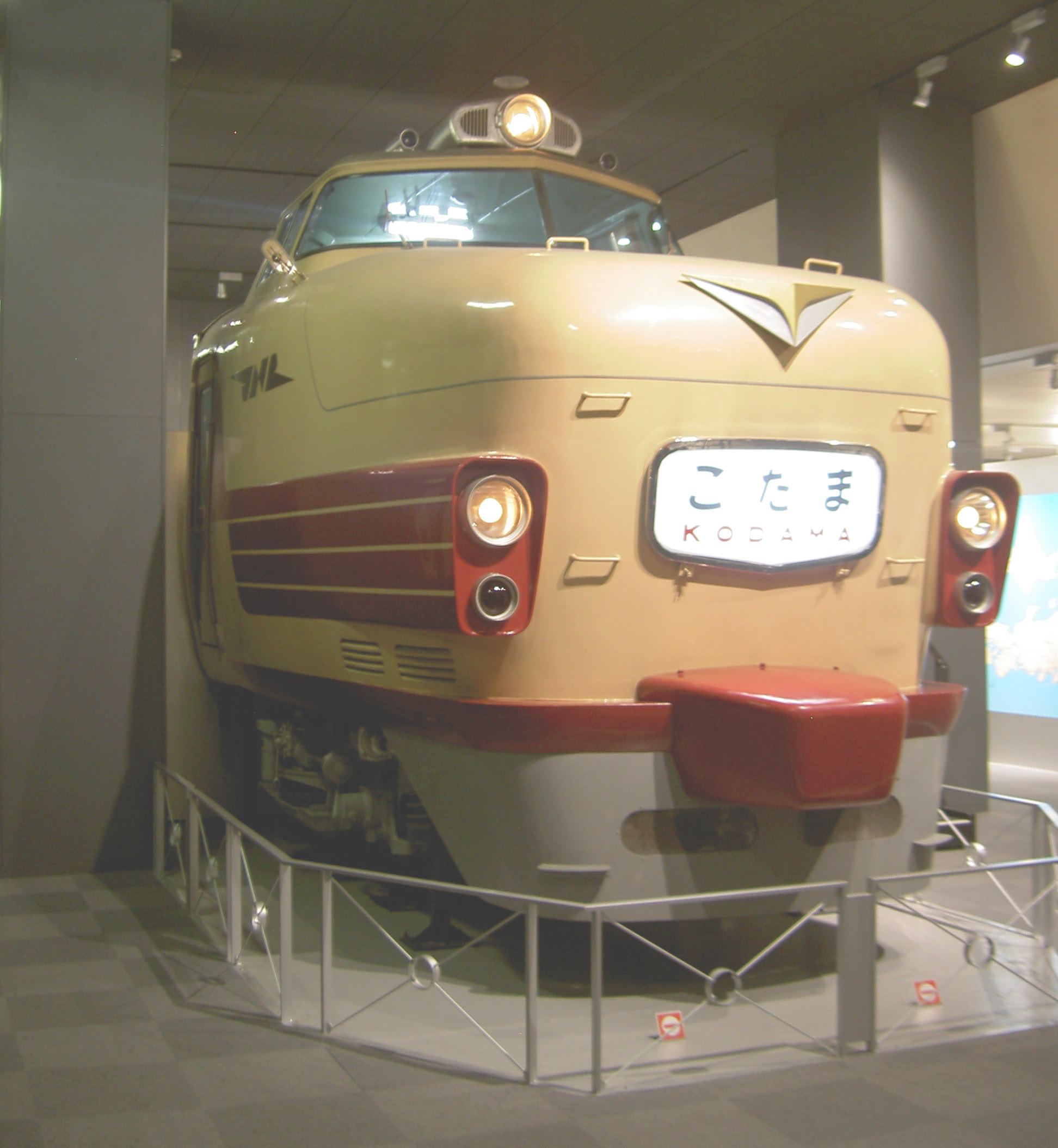
Le Kodama, qui a fait ses débuts en 1958, était le premier train express limité effectué par une rame automotrice, reliant Tokyo et Osaka.

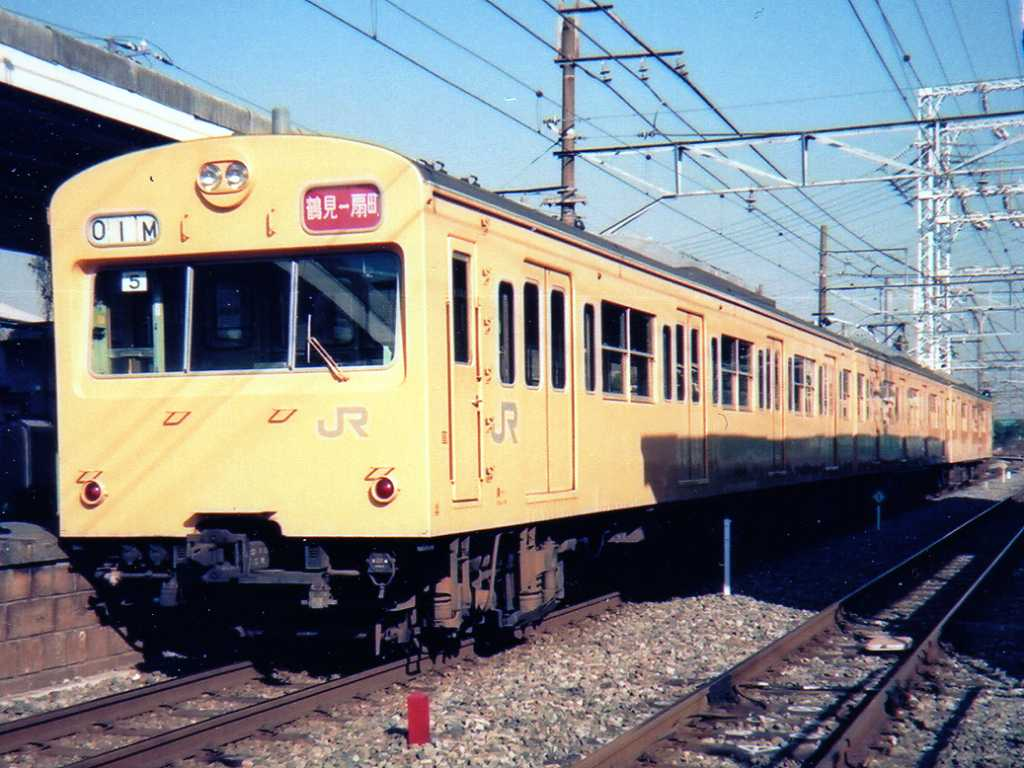
La série 101, un train de banlieue innovant, a fait ses débuts en 1957.

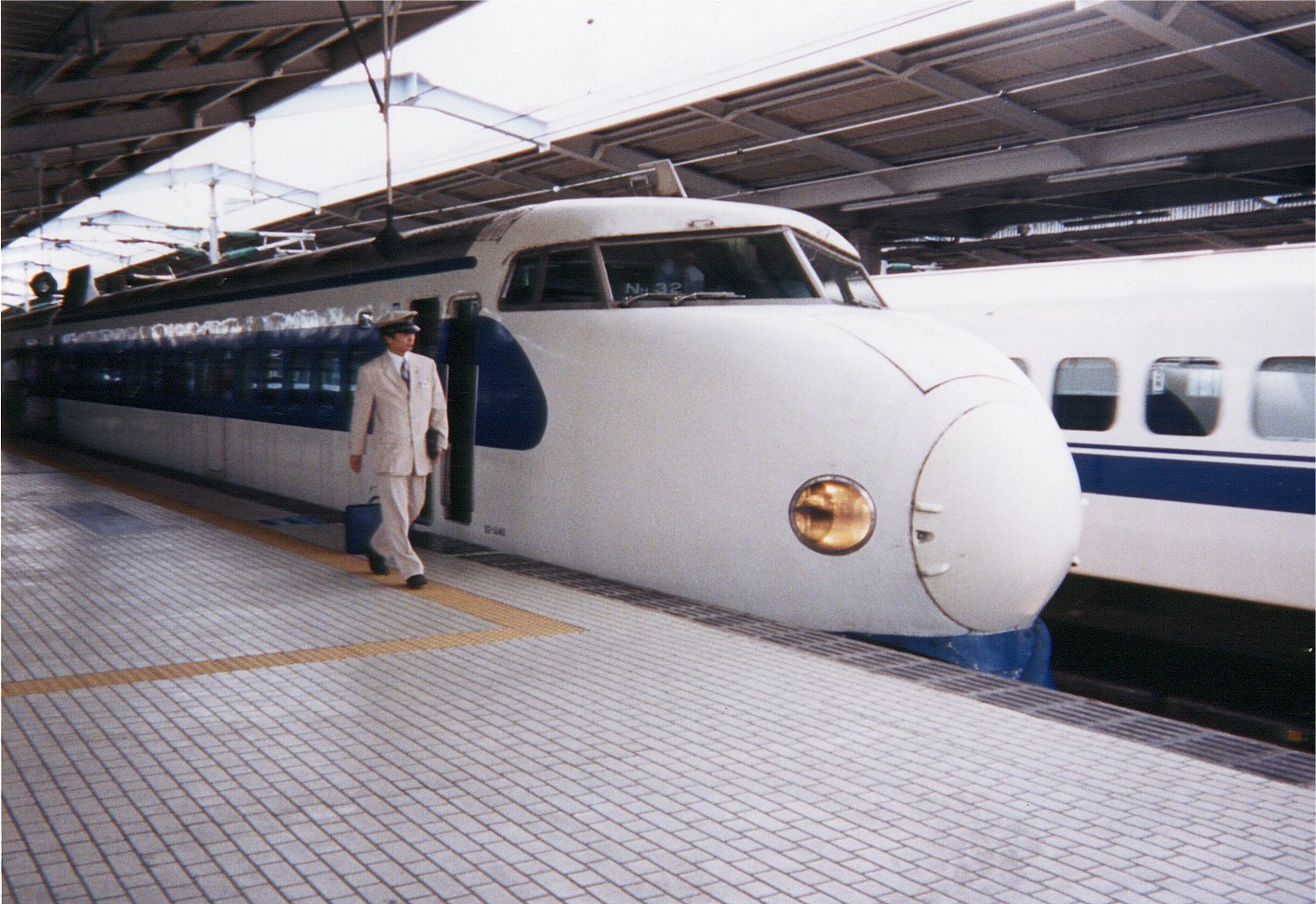
Le Tōkaidō Shinkansen a fait son premier service en 1964.

Il a fallu encore plusieurs années pour que les chemins de fer se rétablissent complètement. Après la défaite, le manque de matériel a entraîné un mauvais entretien des installations et nécessité un besoin de clients en masse, entraînant une augmentation rapide du nombre de passagers. Les services de train ont encore été réduits en raison du manque de charbon. Les trains surpeuplés ont entraîné de nombreux accidents. Les transports liés au QG général américain (GHQ) avaient la première priorité, avec de nombreux trains " Allies Personnel Only". 
En 1949, sous la direction du GHQ, la Société gouvernementale des chemins de fer japonais, directement gérée par le ministère des Transports, a été réorganisée en Japanese National Railways ou JNR, une entreprise publique appartenant à l’État. 
À partir des années 1950, l'électrification des lignes principales a commencé à progresser. L'électrification de la ligne principale Tōkaidō a été achevée en 1956, celle de la ligne principale San'yō en 1964 et celle de la ligne principale Tōhoku en 1968. En 1954, le gouvernement décida d'abandonner la traction à vapeur et la plupart des machines étaient mises hors service en 1976. De nombreux trains ont été convertis du système de traction par locomotive au profit du système de rames automotrices électriques ou diesel. Les "New Performance Trains" (新性能電車, Shin-seinō densha), telle que la série 101 développée en 1957, symbolise le phénomène. 
Les années 1960 ont vu une grande amélioration de l'économie, y compris des chemins de fer. La ligne Shinkansen Tōkaidō, première ligne de grande vitesse ferroviaire moderne, a ouvert ses portes en 1964. De nombreux trains express limités et trains de nuit ont commencé à sillonner le pays, marquant l'âge d'or des chemins de fer. 
Cependant, le Japon a finalement commencé à expérimenter l’essor fulgurant de l'automobile et les réseaux de tramways intra-urbains ont été traités comme des obstacles pour les véhicules. Ils ont rapidement disparu, partiellement remplacés par des réseaux de métro rapides. Le premier monorail, le monorail du zoo d'Ueno, a ouvert ses portes en 1957. 
Avec l’expansion économique, le nombre de navetteurs utilisant les chemins de fer a rapidement augmenté, en particulier dans la région métropolitaine de Tokyo. JNR a essayé d'augmenter sa capacité par la Campagne des Cinq directions de navettage (通勤五方面作戦, Tsūkin Go-hōmen Sakusen), visant à réaménager cinq lignes principales dans la région en les transformant en une voie quadruple. Cela a considérablement amélioré le flux de passagers à travers le réseau. 
Mais le coût de la campagne et de la construction du Shinkansen et d’autres lignes ont encore accru la dette. De plus, de sérieuses confrontations entre les syndicats et la direction ont entraîné de nombreuses grèves. Pour remédier à cette situation, JNR a été privatisée en 1987 et divisée en sept sociétés distinctes, appelées collectivement le Japan Railways Group (groupe JR). 
- 1949 - Fondation des chemins de fer nationaux japonais en tant que société publique
- 1956 - Achèvement de l'électrification de la ligne principale Tōkaidō
- 1957 - Ouverture du monorail du zoo d'Ueno, le premier monorail japonais
- 1958 - Kodama, premier express effectué par une rame automotrice entre Tokyo et Osaka
- 1960 - Hatsukari, le premier express en rame diesel entre Ueno (Tokyo) et Aomori
- 1964 - Ouverture de la première ligne Shinkansen entre Tokyo et Shin-Osaka
- 1975 - Mise hors service des locomotives à vapeur de tous les services de la JNR
- 1980 - Loi sur la reconstruction de JNR; les lignes à faible profit devaient être abandonnées
- 1981 - Ouverture du Portliner, le premier système de transit automatisé au Japon
- 1987 - Privatisation de JNR, à laquelle succède le groupe Japan Railways
- 1988 - Ouverture du tunnel du Seikan reliant Honshū et Hokkaidō
- 1988 - Ouverture du grand pont de Seto reliant Honshū et Shikoku

## Étape 4, 1987 – présent: la situation actuelle

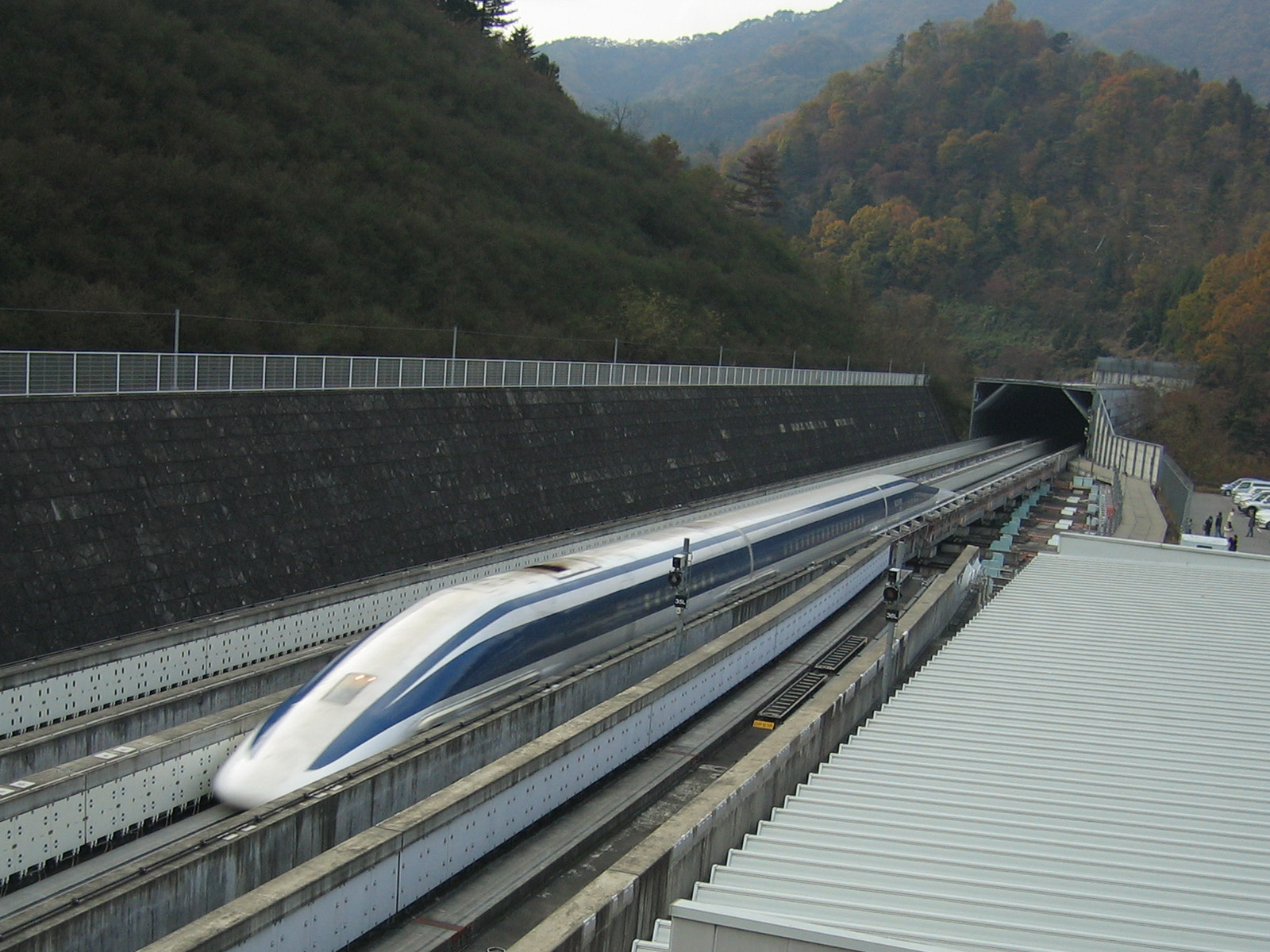
Train SCMaglev sur la piste d'essai de Yamanashi

Après la privatisation, les sociétés du groupe JR ont essayé d’améliorer leurs services, certaines réussissant. Dans le même temps, de nombreuses lignes locales moins achalandées ont été fermées, car les JR sont maintenant des entreprises privées. Des décennies après l’essor de la voiture, les chemins de fer à la campagne, souvent peu pratiques avec des passages peu fréquents, perdirent de leur importance pour les habitants. La part des chemins de fer dans le nombre total de passagers-kilomètres est passée de 90% en 1950, 66,7% en 1965 à 42% en 1978, 29,8% en 1990 et remonter à 32% en 1999. 
La concurrence acharnée entre opérateurs ferroviaires met l’accent sur l’efficacité, peut-être davantage que sur la sécurité. Certains pensent que le déraillement d'Amagasaki en 2005, qui a tué plus de 100 passagers, est le résultat d'une telle tendance. 
Le transport ferroviaire au Japon conserve sa réputation d'efficacité, de capacité, de ponctualité et de technologie grâce à des améliorations continues. Le Port Liner, l’un des premiers systèmes de transit automatisés au monde, a ouvert ses portes en 1981. En 1988, les réseaux classiques (écartement de 1 067 mm) de Hokkaidō et de Shikoku ont été connectés à Honshu à la suite de l'ouverture du tunnel de Seikan (le plus long tunnel ferroviaire au monde jusqu'en 2016) et du grand pont de Seto, et le réseau de Shinkansen prolongé jusqu'à Hakodate à la suite de l'aménagement de voie à double écartement du tunnel de Seikan en 2016. Le SCMaglev a atteint ses record du monde de vitesses de 581 km/h en 2003 et de 603 km/h en 2015, alors que Linimo, beaucoup plus lent, qui fait ses débuts en 2005, est le premier métro maglev au monde. 
Le développement du Japon depuis 1872 est analogue à celui de son réseau ferroviaire. Au cours de cette période, les chemins de fer sont devenus le moyen de transport le plus important - en particulier pour la circulation des passagers - et ils conservent ce rôle dans les grandes villes aujourd'hui. Avec de nombreuses villes de banlieue développées par les opérateurs ferroviaires, l’importance incontestée du rail au Japon est unique au monde.